# 阮惠陆军大学
阮惠陆军大学，即“陆军第二军官学校”，隶属于越南国防部，为越南人民军陆军培训排、连、营级指挥军官。校址位于边和市三福社。

## 历史
1961年8月27日，南方人民解放武装力量在西宁省新边县和协社Lò Gò村组建了“初级军政学校”，代号“C86”。接受越南劳动党南方局与南方局军事委员会领导。 1964年4月更名为“中初级军政学校”，代号“H12”。1969年1964年4月更名为“初级军政学校”，代号“H12”不变。1973年1月更名为“陆军综合学校”（代号H28）。
战后，平陽省土龍木市。1975年10月10日，国防部命令陆军综合学校（H28）改称陆军第二军官学校，只属于国防部，驻西宁省新边县和协社。 1975年12月迁入边和市三福社。2010年10月28日改为现名。

## 组织架构
行政机构：
- 院办
- 训练部
- 政治部
- 军事科学部
- 院办
- 技术部
- 后勤部
- 财务委员会
- 基本建设管理委员会
- 研究生委员会
- 考试委员会

训练部
- 基本科
- 战略科
- 党的工作政治工作科
- 共同军事科
- 兵种科
- 射击科
- 地方军事科
- 侦察科
- 军事师范科
- 马列理论科
- 步兵技术科
- 外语科

配属单位：
- 各系：1、2、12、外军
- 各营： 1, 2, 3, 5, 6, 8, 9, 10, 11